# Stara Pazova
Stara Pazova (Servisch: Стара Пазова) is een gemeente in het Servische district Srem.
Stara Pazova telt 67.576 inwoners (2002). De oppervlakte bedraagt 351 km², de bevolkingsdichtheid is 192,5 inwoners per km².

## Plaatsen in de gemeente
De gemeente Stara Pazova omvat de stad Stara Pazova en de volgende nederzettingen:
- Belegiš
- Vojka
- Golubinci
- Krnješevci
- Nova Pazova
- Novi Banovci
- Stari Banovci
- Surduk